# René Desaeyere
René Desaeyere (ur. 14 września 1947) – belgijski piłkarz występujący na pozycji obrońcy.

## Kariera piłkarska
Od 1967 do 1987 roku występował w klubach Beerschot, Daring Club Bruxelles, Royal Antwerp, Molenbeek, Berchem Sport i Dessel Sport.

## Kariera trenerska
Po zakończeniu piłkarskiej kariery pracował jako trener w Dessel Sport, Berchem Sport, Standard Liège, Beveren, KRC Genk, Germinal Ekeren, Kortrijk, Zwarte Leeuw Rijkevorsel, Beerschot, Cheoan Ilhwa Chunma, Cerezo Osaka, Denderleeuw, Royal Antwerp, Turnhout, Muangthong United, Chiangmai, Suphanburi, BEC Tero Sasana i Yadanarbon.